# Impresionismo alemán

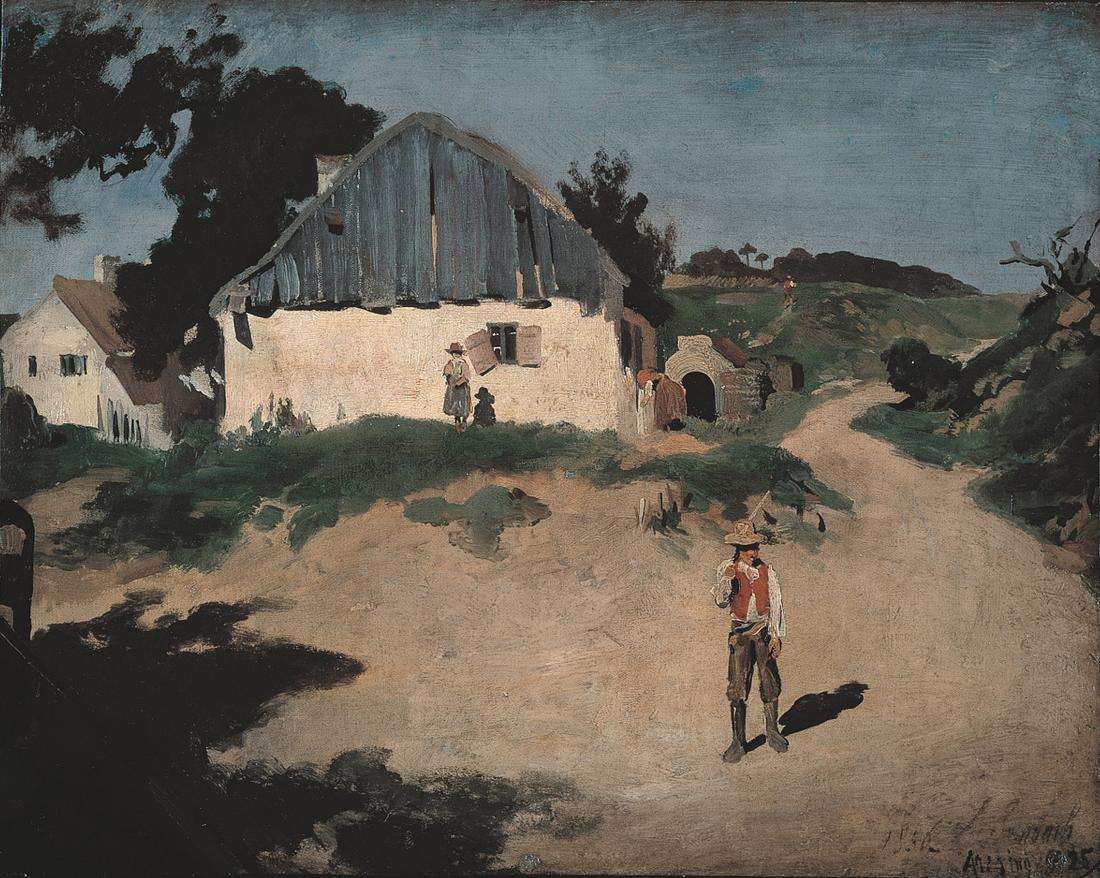
Dorfstraße von Aresing, Franz von Lenbach - 1856

El impresionismo alemán surgió como una reacción a la pintura académica patrocinada por el estado hacia fines del siglo XIX. Es el primer movimiento de arte moderno en Alemania, que tuvo su apogeo desde el cambio de siglo hasta la Primera Guerra Mundial y luego fue reemplazado por el expresionismo.

## Historia

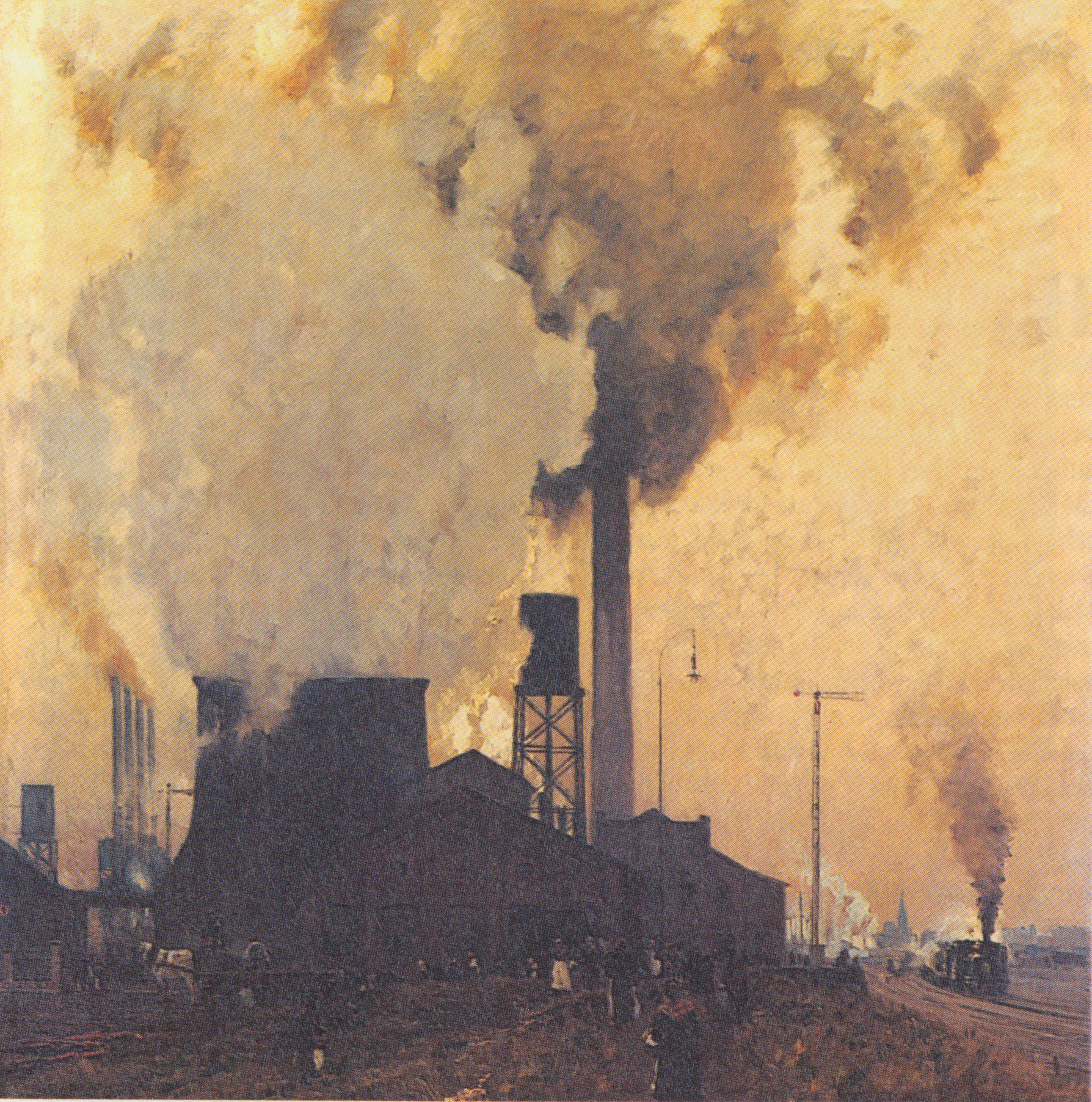
Eugen Bracht Hoesch - Eisen- und Stahlwerk Hoesch, Dortmund - 1907

El lugar de origen del impresionismo alemán es Múnich, que, junto con Düsseldorf, albergaban las dos principales academias de arte de Alemania. En el caso de las academias de Karlsruhe y Stuttgart se habla de “impresionismo suabo”, con representantes como Hermann Pleuer, Otto Reiniger y Gustav Schönleber, siendo este último también considerado como un precursor.
Las relaciones germano-francesas se encontraban entonces en un punto bajo, por lo que apenas hubo intercambio artístico con el país vecino. A los artistas alemanes se les negaron las exposiciones en París y, en sentido contrario, la exposición de los impresionistas franceses provocó protestas, no tanto por el estilo de pintura como por razones nacionalistas. Sólo Gustave Courbet vivió durante un tiempo en el Frankfurt liberal, por invitación de la Kunstverein local. En 1893, las obras de Francia se mostraron por primera vez en Alemania en la exposición de Múnich. Pero los impresionistas alemanes lo tomaron como una oportunidad para tomar como modelo lo que estaba sucediendo en Francia. Cronológicamente, el impresionismo alemán se sitúa en la época del posimpresionismo francés.
Precursores y modelos del impresionismo alemán son pintores como Wilhelm Leibl, Franz von Lenbach y Hans Thoma  y los adscritos al Naturalismo. La Exposición del Centenario de Arte Alemán en 1906 mostró principalmente arte de los siglos XIX y XX, pero la selección estuvo moldeada por las preferencias de los impresionistas. Eugen Bracht se había volcado al impresionismo desde 1900. Esta nueva orientación de un pintor famoso fue celebrada por el público, pero criticada por la política cultural oficial. Bracht reaccionó de inmediato al rechazar un lucrativo contrato público. El Frankfurt-Cronberger-Künstler-Bund se fundó en Frankfurt, para diferenciarse de los artistas académicos.
El círculo de Hölzel se formó en Stuttgart, pero el movimiento sólo se consolidó cuando algunos de los protagonistas del impresionismo se trasladaron a Berlín. En Berlín en ese momento, grandes galerías como las de Eduard Schulte, Fritz Gurlitt y Paul Cassirer atrajeron a artistas y a grupos artísticos como Vereinigung der XI y Freie Vereinigung der XXIV que expusieron en ellas.
Para la década de 1930, el impresionismo ya era historia y muchos de sus protagonistas ya habían muerto. Esto no impidió que los nacionalsocialistas también tildaran a este movimiento artístico de “degenerado”, por lo que también se encontraron algunas obras de este estilo en la exposición “Arte degenerado”. Se confiscaron 295 obras de arte solo a Lovis Corinth, quien murió en 1925.

## Rasgos estilísticos y protagonistas

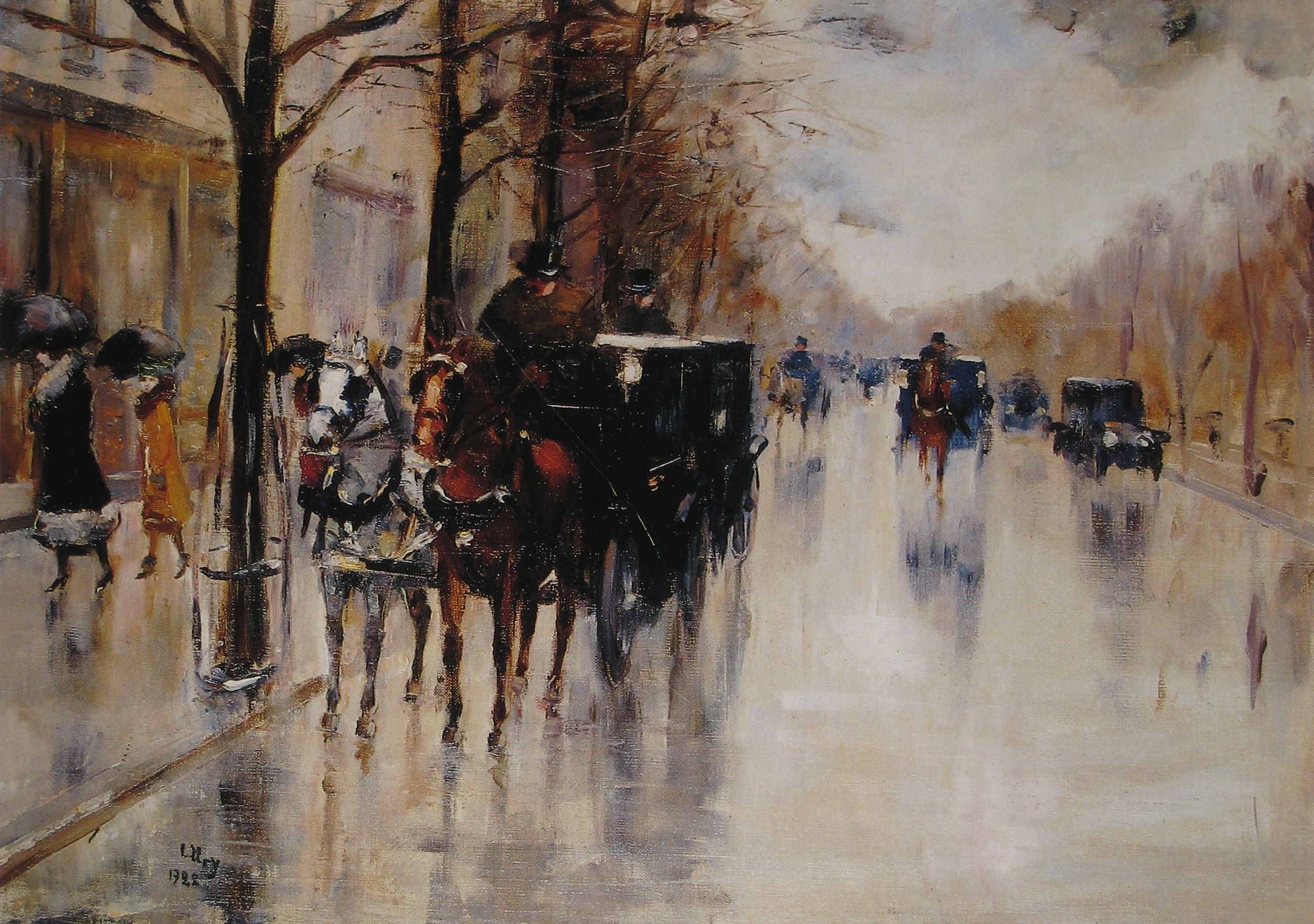
Lesser Ury: Unter den Linden, 1922

Las diferentes condiciones de iluminación y las tradiciones pictóricas dan al impresionismo alemán un carácter diferente, que se caracteriza por colores más suaves y una mayor precisión gráfica. Por ejemplo, los cielos nublados reemplazan casi siempre a los cielos bañados por el sol.
En pocos años, el impresionismo alemán se desarrolló a partir del naturalismo a través de "un refinamiento gradual de los mismos medios estilísticos, y hacia el lado de la sensualidad, por lo que todos los factores idealistas [...] se volvían obsoletos y uno se limitaba a la impresión visual." De esta manera, Max Liebermann se fue convirtiendo lentamente en impresionista, sin renunciar a sus logros naturalistas. Esto a menudo parece artificial con temas poco impresionistas. A diferencia de Francia, se crean “productos mixtos” que carecen de atractivo.
Los colores se suavizaban con la adición de tonos grises y marrones, los colores brillantes estaban prohibidos. Max Liebermann describe la naturaleza como "simple y gris", la obra de August von Brandis se describe de la siguiente manera: "La luz en las obras de Brandis emana de un punto y brilla sobre los objetos en el interior, mientras que el efecto se suaviza con la resolución en los colores del espectro".
A diferencia del naturalismo, pero también del impresionismo francés, el sentimiento subjetivo del pintor pasa a primer plano: “No es la realidad misma la que se refleja en el cuadro, sino la de la persona que hizo el cuadro”, anota Corinth en su libro de texto.

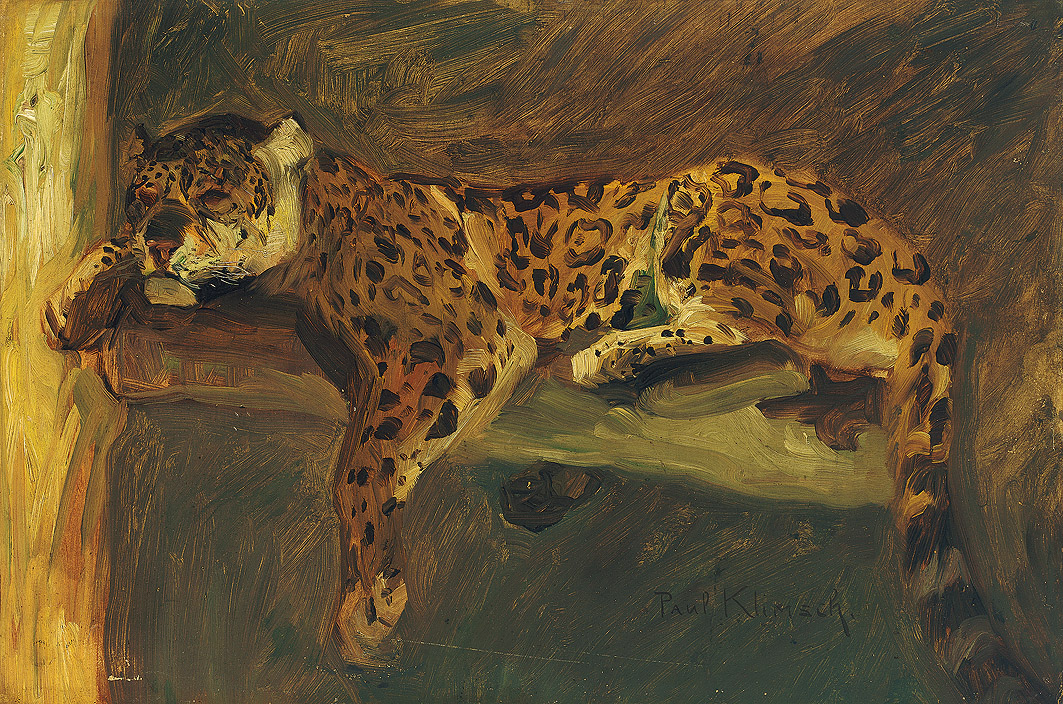
Paul Klimsch: Jaguar durmiente

En 1912, Kunst und Künstler caracterizó a los pintores del impresionismo alemán de la siguiente manera: "El nuevo estilo de pintura, ingeniosamente concebido y aplicado por pintores que eran ciudadanos inteligentes de la gran ciudad y que no querrían ser otra cosa. Este grupo incluía a Konrad von Kardorff, Ernst Oppler, Fritz Rhein, E. Gabler y, con una nota más burguesa, a Ulrich y Heinrich Hübner."  La luz artificial en la vida de las grandes ciudades y la tecnología juegan un papel más importante, por ejemplo, en Lesser Ury, Franz Skarbina y Robert Sterl. Paul Klimsch, Heinrich von Zügel y Max Slevogt que enriquecieron el impresionismo con la pintura de animales.
Uno de los pintores de interiores más importantes del impresionismo alemán fue August von Brandis, quien documentó el diseño histórico de interiores en pinturas. Al igual que sucedía con los posimpresionistas franceses del círculo de Bonnard, La vida privada ocupó el lugar del esplendor real; el idilio de la vida burguesa con jardín y sala de estudio, incluso el íntimo baño matutino y el tocador se convirtieron en los temas favoritos de los artistas, escribe Jutta Hülsewig-Johnen.

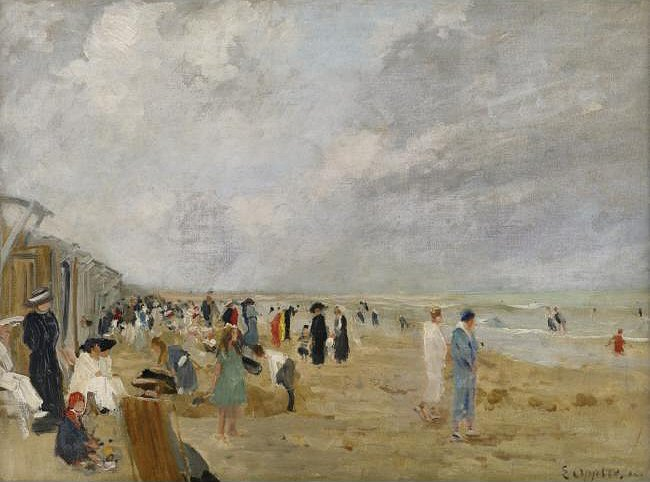
Ernst Oppler: En la playa de Dieppe, c.1910–12

Los pintores del impresionismo alemán como Paul Baum, Lovis Corinth, Max Liebermann y Ernst Oppler prefirieron como motivos las costas y las ciudades de los Países Bajos. Aquí, los representantes de la Escuela de La Haya y pintores como Jozef Israëls y Johan Barthold Jongkind se encontraban entre sus modelos artísticos a seguir.
Su pintura fue rechazada por los pintores historicistas establecidos como Adolph von Menzel y Anton von Werner, lo que también se reflejó en las políticas de compra de los museos y exposiciones. Pero después de que Lovis Corinth fuera nombrado profesor a principios de siglo y Max Liebermann fuera nombrado director de la Academia de las Artes de Prusia en 1920, el impresionismo se estableció como el arte de las clases altas.
La Primera Guerra Mundial puede considerarse como una experiencia traumática, y las últimas pinturas de Carl Geist se caracterizan por el trauma. Durante la guerra, se formó una mesa de asiduos de la Secesión en Berlín en una pequeña cervecería en Wittenbergplatz, que era frecuentada por Oppler, Corinth y Eugen Spiro.
El impresionismo alemán terminó en la época de la República de Weimar y fue reemplazado por el expresionismo y la nueva objetividad. Max Liebermann y Ernst Oppler rechazaron el expresionismo y se distanciaron retirándose de la Secesión. La obra de Max Beckmann, en cambio, puede adscribirse a ambos estilos. El austriaco Oskar Kokoschka también pasó del impresionismo al expresionismo.
El impresionismo alemán tuvo algunos rasgos Biedermeier hasta el final, por ejemplo con Paul Eduard Crodel.